# Dziurków (gmina)
Dziurków (do 1870 Solec) – dawna gmina wiejska istniejąca do 1954 roku w woj. kieleckim. Nazwa gminy pochodzi od wsi Dziurków, lecz siedzibą władz gminy był Solec (obecnie Solec nad Wisłą), który był równocześnie siedzibą odrębnej wiejskiej gminy Solec. 
Gmina Dziurków powstała 13 stycznia 1870 w powiecie iłżeckim w guberni radomskiej w związku z przemianowaniem dotychczasowej gminy Solec na gminę Dziurków. Przyczyną tego manewru była utrata praw miejskich przez miasto Solec (stanowiące dotąd odrębną gminę miejską) i przekształceniu jego w wiejską gminę Solec w granicach dotychczasowego miasta. Aby uniknąć dwóch jednostek wiejskich o tej samej nazwie, dotychczasową gminę Solec przemianowano na gminę Dziurków, zachowując jednak siedzibę w Solcu – odtąd siedzibie dwóch gmin (współczesna gmina Solec nad Wisłą obejmuje obszary zarówno dawnej gminy Solec jak i gminy Dziurków). Gmina Solec rozdzielała gminę Dziurków na dwie terytorialnie odrębne części. Ponadto część gminy Dziurków (Kępa Gostecka) znajdowała się na wschodnim brzegu Wisły, bez połączenia mostowego (co zlikwidowano dopiero w 1954, włączacjąc tę część do woj. lubelskiego).
W okresie międzywojennym gmina Dziurków należała do powiatu iłżeckiego w woj. kieleckim. Po wojnie gmina zachowała przynależność administracyjną. Według stanu z dnia 1 lipca 1952 roku gmina składała się z 8 gromad: Boiska, Boiska kol., Dziurków, Kępa Gostecka, Kolonia Nadwiślańska, Słuszczyn, Wola Solecka i Wola Solecka kolonia.
Jednostka została zniesiona 29 września 1954 roku wraz z reformą wprowadzającą gromady w miejsce gmin. Po reaktywowaniu gmin z dniem 1 stycznia 1973 roku utworzono gminę Solec nad Wisłą w powiecie lipskim w tymże województwie w zasięgu granic dawnych gmin Solec i Dziurków.